# G-BooM!
G-BooM!（ジーブーム）は、エフエム北海道（AIR-G'）で放送していた、音楽ラジオ番組。1999年から2005年9月までの約6年、土曜日の21時30分 - 22時（後に、20時30分 - 20時55分に変更）に放送していた。DJは安田顕。

## 概要
開始当初は北海道セルラー電話（現KDDI）が冠スポンサーとなっていた。後半はシュールなお題をリスナーが考えるという番組になる。DJである安田顕の趣味であるためなのか、FMラジオでは珍しく演歌がよくかかっていた。
2003年10月からは、安田は同局の音楽番組「顕さんの丑三つ前」にも出演するようになり、2005年9月に本番組が終了するまでは、本番組と併せてAIR-G'で2本の音楽番組を並行して担当する格好となっていた。